# Лукомський Володимир Степанович
Володимир Степанович Лукомський (24 лютого 1927, Бодзентин — 28 липня 1973, Івано-Франківськ) — український архітектор. Заслужений архітектор УРСР (1973).

## Життєпис
Володимир Лукомський народився 28 лютого 1927 року в місті Бодзентин Келецького повіту в родині вчителя німецької мови та малюнка Степана та вчительки молодших класів Марії. Батьки Володимира були вихідцями з Миколаєва (Львівської області), але не могли отримати там посади, тому переїхали до Бодзентина.
Навчання розпочинав у Бодзентині, а продовжив у місті Кельце. У 1939—1940 роках не навчався, бо школи не працювали. Від 1940 року навчався в гімназії міста Холм. 1943 року переїхав до Львова. Спочатку навчався в 7-му класі гімназії, а 1944 року перевівся до 10-го класу школи № 1. 1945 року закінчив будівельний технікум і вступив на архітектурне відділення Львівської політехніки, яке закінчив у 1950 році.
На останньому курсі інституту одружився з одногрупницею Лукією Крип'якевич. Їх направили на роботу до станіславівського «Облсільпроекту», який 1963 року став філією київського «Діпроміста». У цьому закладі працював від 1950 до 1973 року. У 1955—1961 роках обіймав посаду головного інженера проєкту, у 1961—1973 роках — головного інженера. За словами Зеновія Соколовського: "Завдяки його творчому почеркові в сучасній забудові Прикарпаття з'явилися своєрідні риси, пов'язані з народними традиціями Карпатського краю.
28 липня 1973 року загинув в автокатастрофі на Автошляху Т 1417 перед Перемишлянами, коли їхав з Івано-Франківська до Львова. Машина, у якій також був брат Володимира та їхні дружини, вилетіла в кювет, де зіткнулася з зустрічним автобусом. Похований на цвинтарі на вулиці Київській в Івано-Франківську.

## Родина
В родині Володимира та Лукії Лукомських народилося двоє синів:
- Олег (1952) — архітектор. 1978 року закінчив архітектурний факультет Львівської політехніки. За його проєктом споруджено: адмінкорпус для Карпатського біосферного заповідника в Рахові, церкви УКГЦ (в Конюшках, Іваниківці, Озерянах, Відпочинковий комплекс у Сочі, селище ЛОО (Росія), собор у Петропавловську-Камчатському[ru] (переможець всеросійського конкурсу 2000 року)[8].
- Юрій (1961) — архітектор і археолог. Кандидат архітектурних наук (2005). Учасник розкопів давнього Галича, Десятинної церкви в Києві, а також у місті Холм (Польща)[9].

## Доробок
Був автором або співавтором таких об'єктів:
- 1963, добудована 1970 — турбаза «Гуцульщина» в Яремчому
- 1971 — котеджі на Яблуницькому перевалі (співавтор)
- 1964 — будинок мод на вулицях Незалежності — Січових Стрільців (співавтор)
- 1966 — аеропорт «Івано-Франківськ»
- 1968 — головпоштамт
- 1964—1969 — корпус Прикарпатського університету на вулиці Шевченка
- 1985 — архітектурна частина пам'ятного знака «Княжий Галич» у селі Крилос (скульптор Петро Сопільник)
- житлові будинки в Івано-Франківську
  - 1967 — на Північному бульварі
  - 1960 — на вулиці Незалежності
  - 1960 — на вулиці Грушевського
  - 1972 — на вулиці Короля Данила (співавтор)